# Бочарников, Михаил Николаевич
Михаи́л Никола́евич Боча́рников (род. 6 марта 1948) — советский и российский дипломат. Чрезвычайный и полномочный посол (1997).

## Биография
В 1971 году окончил Московский государственный институт международных отношений. Владеет английским, французским и амхарским языками. На дипломатической службе с 1971 года.
- В 1971—1977 годах — сотрудник посольства СССР в Эфиопии.
- В 1982—1988 годах — первый секретарь, советник посольства СССР в Эфиопии.
- В 1990—1992 годах — советник-посланник посольства СССР в Зимбабве.
- С 31 декабря 1992 по 16 декабря 1996 года — чрезвычайный и полномочный посол Российской Федерации в Замбии[2][3].
- В 1996—1998 годах — директор Департамента Африки МИД России.
- С 13 января 1999 по 10 ноября 2003 года — чрезвычайный и полномочный посол Российской Федерации в Греческой Республике[4][5].
- В 2003—2006 годах — посол по особым поручениям МИД России (занимался вопросами урегулирования грузино-абхазского конфликта).
- С 12 декабря 2006 по 7 февраля 2018 года — чрезвычайный и полномочный посол Российской Федерации в Республике Казахстан[6][7].
- С 29 мая 2018 по 14 июня 2023 года — чрезвычайный и полномочный посол Российской Федерации в Азербайджане[8][9].

## Семья
Женат, имеет дочь.

## Награды
- Орден Почёта (8 июля 2022) — за большой вклад в реализацию внешнеполитического курса Российской Федерации и многолетнюю добросовестную дипломатическую службу[10].
- Орден Мужества (4 апреля 1998) — за мужество и самоотверженность, проявленные при освобождении российских летчиков, захваченных в качестве заложников в Республике Конго[11]
- Орден Дружбы (29 сентября 2014) — за большой вклад в реализацию внешнеполитического курса Российской Федерации и многолетнюю добросовестную работу[12]
- Медаль ордена «За заслуги перед Отечеством» I степени (3 июля 2008) — За большой вклад в реализацию внешнеполитического курса Российской Федерации и многолетнюю добросовестную работу[13].
- Медаль «25 лет независимости Республики Казахстан» (2016)[14]
- Орден «Достык» (2018)[15]
- Орден «Енбек Үшін» (За труды) (2016 год, Казахстанский митрополичий округ Русской Православной Церкви)[16]
- Благодарность Правительства Российской Федерации (5 марта 2018) — за трудовые успехи и большой личный вклад в развитие международного сотрудничества[17].
- Патриаршая грамота (2019 год, РПЦ)[18].

## Дипломатический ранг
- Чрезвычайный и полномочный посланник 1 класса (12 октября 1992)[19]
- Чрезвычайный и полномочный посол (16 апреля 1997)[20]